# Anlegerentschädigungsgesetz
Das deutsche Anlegerentschädigungsgesetz (AnlEntG) vom 16. Juli 1998 regelte die Mindestanforderungen an die Einlagensicherungssysteme deutscher Kreditinstitute, insbesondere einen Schutz von 100.000 Euro je Kunde und Institut.
Das Gesetz setzte die Einlagensicherungs-Richtlinie von 1994 und die Anlegerentschädigungsrichtlinie von 1997 mit Wirkung zum 1. August 1998 in deutsches Recht um.
Am 2. Juli 2014 trat eine neue europäische Einlagensicherungsrichtlinie in Kraft, die die Richtlinie von 1994 aufhob und eine Maximalharmonisierung in den Mitgliedstaaten anstrebte.
Mit dem Gesetz zur Umsetzung dieser neuen Einlagensicherungsrichtlinie wurde zum 3. Juli 2015 die Bezeichnung Einlagensicherungs- und Anlegerentschädigungsgesetz (EAEG) durch die Bezeichnung Anlegerentschädigungsgesetz (AnlEntG) ersetzt und ein eigenständiges Einlagensicherungsgesetz (EinSiG) erlassen.
Aus dem bisherigen Einlagensicherungs- und Anlegerentschädigungsgesetz wurden alle Bezüge zur Einlagensicherung gestrichen.

## Ziele des Gesetzes
Das Gesetz schützt
1. 100 % der Einlagen, maximal den Gegenwert von 100.000 Euro
2. 90 % der Verbindlichkeiten aus Wertpapiergeschäften, maximal den Gegenwert von 20.000 Euro

pro Kunde und Institut (§ 4 Absatz 2 AnlEntG).
Dazu verpflichtet das Gesetz die Institute, Kundeneinlagen im Sinne des § 1 Abs. 2 AnlEntG und Verbindlichkeiten aus Wertpapiergeschäften im Sinne des § 1 Abs. 4 AnlEntG zu sichern. Adressaten des Gesetzes sind somit im Wesentlichen Kreditinstitute und Wertpapierhandelsunternehmen. Bei Feststellung des Entschädigungsfalls (§ 1 Abs. 5 AnlEntG) durch die Bundesanstalt für Finanzdienstleistungsaufsicht (BaFin) erfüllt die Entschädigungseinrichtung, der das Institut angehört, die geschützten Forderungen der Kunden.
Das AnlEntG beschreibt detailliert die Voraussetzungen für die Inanspruchnahme einer Entschädigungsleistung sowie insbesondere auch den genauen Verfahrensablauf. Daneben enthält das Gesetz in § 12 eine Ausnahme von der Pflicht zur Mitgliedschaft in einer Entschädigungseinrichtung für Institute, die den Sicherungseinrichtungen der regionalen Sparkassen- und Giroverbände oder der Sicherungseinrichtung des Bundesverbandes der Deutschen Volksbanken und Raiffeisenbanken angeschlossen sind (institutssichernde Einrichtungen).

## Entschädigungseinrichtung
Bei der Kreditanstalt für Wiederaufbau wurden gemäß diesem Gesetz Entschädigungseinrichtungen gebildet, die den Einlagenschutz sicherstellen sollen. Diese Entschädigungseinrichtungen sind nach
- privatrechtlichen Instituten
- öffentlich-rechtlichen Instituten und
- anderen Instituten

aufgeteilt.
Sie finanzieren sich durch Umlagen der angeschlossenen Institute. Bei Bedarf können Sonderumlagen gefordert werden. Die Aufgaben dieser Entschädigungseinrichtungen können auch durch andere geeignete Institutionen wahrgenommen werden.
Dies sind:
- für die privaten Banken: Entschädigungseinrichtung deutscher Banken GmbH (EdB)
- für die öffentlichen Banken: Entschädigungseinrichtung des Bundesverbandes Öffentlicher Banken Deutschlands GmbH (EdÖ)
- für Wertpapierhandelsunternehmen: Entschädigungseinrichtung der Wertpapierhandelsunternehmen (EdW)

Die Einlagensicherungsrichtlinie sieht für den Fall der Nichtverfügbarkeit von Einlagen bei Kreditinstituten eine betragsmäßig begrenzte Sicherung dieser Einlagen durch ein Einlagensicherungssystem vor. Der Vorbeugung gegen Zahlungsschwierigkeiten oder Insolvenz von Kreditinstituten dient zwar die Bankenaufsicht, aber dennoch hat sich in der Vergangenheit gezeigt, dass sich trotz Bankenaufsicht die wirtschaftliche Schieflage von Instituten nicht restlos verhindern lässt.
Bei der Einlagensicherungslinie geht es vor allem auch darum die Stabilität des Bankensystems und den Schutz der Sparer zu erhöhen.
Durch das im Jahr 1998 in Kraft getretene und zum 1. Juli 2009 geänderte Einlagensicherungs- und Anlegerentschädigungsgesetz werden bei den Privaten Banken und Bausparkassen Einlagen und Verbindlichkeiten aus Wertpapiergeschäften durch die Entschädigungseinrichtung deutscher Banken GmbH (EdB) zusätzlich zu eventuell bestehenden anderen Sicherungseinrichtungen im gesetzlich vorgesehenen Umfang geschützt. Anspruch auf Entschädigung haben alle Privatpersonen sowie Personengesellschaften und kleine Kapitalgesellschaften. Nicht geschützt sind die Einlagen von Kreditinstituten und Finanzdienstleistern, Versicherungsunternehmen und Kapitalgesellschaften. Die Sicherungsgrenze der EdB beträgt 100.000 Euro pro Einleger. Der Einlagenschutz schließt neben sämtlichen Einlagenarten – im Wesentlichen Sicht-, Termin- und Spareinlagen – auch auf den Namen lautende Sparbriefe ein. Verbindlichkeiten, über die eine Bank Inhaberpapiere ausgestellt hat, wie Inhaberschuldverschreibungen und Inhabereinlagenzertifikate, werden dagegen nicht geschützt. Wenn die Einlagen und Einleger durch die EdB nicht vollständig geschützt werden, so wird das durch den Einlagensicherungsfonds übernommen. Die beliehenen Entschädigungseinrichtungen unterliegen der Bundesanstalt für Finanzdienstleistungsaufsicht (BaFin), die Anordnungen zur Verhinderung von Missständen treffen und Prüfungen vornehmen kann.

## Vorgehensweise im Entschädigungsfall
Die Bundesanstalt stellt den Entschädigungsfall fest und veröffentlicht diesen im Bundesanzeiger. Die Gläubiger werden unverzüglich über den Eintritt des Entschädigungsfalles informiert und die Einrichtung muss alle Vorkehrungen treffen, um innerhalb von drei Monaten alle Gläubiger zu entschädigen. Der Anspruch auf Entschädigung ist durch den Kunden schriftlich innerhalb eines Jahres nach Unterrichtung über den Entschädigungsfall die der EdB anzumelden, sonst entfällt der Anspruch auf Entschädigung. Daraufhin prüft die Entschädigungseinrichtung die angemeldeten Ansprüche und entschädigt nach Feststellung der Berechtigung der Ansprüche innerhalb einer Frist von drei Monaten (die Frist kann auch noch um weitere drei Monate verlängert werden). Mit der Erfüllung des Entschädigungsanspruchs gehen die Ansprüche gegen das Institut auf die EdB über. Da sowohl auf Grundlage der Einlagensicherungsrichtlinie als auch der Anlegerentschädigungsrichtlinie jeweils 100.000 Euro als Maximalentschädigung vorgesehen sind, kann ein Kunde für den Fall der Insolvenz einer Bank, die sowohl das Einlagengeschäft als auch das Wertpapiergeschäft betreibt, theoretisch auch maximal 120.000 Euro als Entschädigungssumme erhalten. Die Summe ergibt sich aus 100.000 Euro als Entschädigung für verloren gegangene Einlagen und weiteren 20.000 Euro für durch die Insolvenz eines Instituts verlorenes Eigentum an Wertpapieren. In der Praxis haben diese Begrenzungen für die Kunden der meisten Banken jedoch keine Bedeutung, da sie in der Regel über ihre Verbände eine weit über diesen Mindestrahmen hinausgehende zusätzliche Kundensicherung organisiert, so dass der Normalkunde im Falle der Insolvenz seiner Bank Forderungen zu 100 Prozent ersetzt bekommt. Die geschilderte „doppelte Entschädigung“ kommt für Wertpapierhandelsunternehmen nicht in Betracht. Sie halten nur Gelder und keine Einlagen, daher fallen sie nur in den Anwendungsbereich der Anlegerentschädigung, nicht auch in den der Einlagensicherung.

## Institutssichernde Einrichtungen
§ 12 Abs. 1 AnlEntG sieht vor, dass Institute, die den Sicherungseinrichtungen der regionalen Sparkassen- und Giroverbände oder der Sicherungseinrichtung des Bundesverbandes der Deutschen Volksbanken und Raiffeisenbanken angeschlossen sind, keiner Entschädigungseinrichtung angehören müssen, solange diese Sicherungseinrichtungen auf Grund ihrer Satzungen die angeschlossenen Institute selbst schützen, insbesondere deren Liquidität und Solvenz gewährleisten, und über die dazu erforderlichen Mittel verfügen (institutssichernde Einrichtungen). Gleichwohl unterliegen auch die institutssichernden Einrichtungen der Aufsicht und Prüfung durch die BaFin.
In die Sicherungseinrichtung des Bundesverband der Deutschen Volksbanken und Raiffeisenbanken sind alle Mitgliedsbanken des BVR einbezogen, d. h. Volksbanken und Raiffeisenbanken, Spar- und Darlehenskassen, PSD-Banken, Sparda-Banken, kirchliche Kreditgenossenschaften, die genossenschaftliche Zentralbank DZ Bank und Hypothekenbanken sowie sonstige Spezialinstitute des FinanzVerbundes wie die Bausparkasse Schwäbisch Hall. Dem Sicherungssystem der Sparkassen-Finanzgruppe sind alle Sparkassen, Landesbanken und Landesbausparkassen angeschlossen. Es besteht aus Sicherungseinrichtungen, die satzungsrechtlich zu einem Haftungsverbund zusammengeschlossen sind. Im Einzelnen handelt es sich dabei um 11 regionale Sparkassenstützungsfonds, die Sicherungsreserve der Landesbanken und Girozentralen sowie den Sicherungsfonds der Landesbausparkassen.
Die institutssichernden Einrichtungen schützen auf der Basis ihrer jeweiligen Satzung den Bestand der angeschlossenen Institute. Im Falle einer Krise wird das betroffene Institut durch Sanierungsmaßnahmen der jeweiligen Sicherungseinrichtung gestützt und so gestellt, dass es seine vertraglichen und rechtlichen Verpflichtungen stets in vollem Umfang erfüllen kann. Die Forderungen von Einlegern, insbesondere aus Spar-, Sicht- und Termineinlagen sowie aus von einem Mitgliedsinstitut begebenen Schuldverschreibungen im Besitz von Nichtbanken, sind damit umfassend abgesichert. Die für die Sicherung notwendigen finanziellen Mittel werden durch Beiträge der angeschlossenen Institute erbracht.
Nach § 2 AnlEntG sind Finanzdienstleistungs- und Kreditinstitute sowie Kapitalverwaltungsgesellschaften verpflichtet, ihre Verbindlichkeiten aus Wertpapiergeschäften durch Zugehörigkeit zu einer Entschädigungseinrichtung zu sichern. §§ 3–5 AnlEntG regeln Entschädigungsanspruch und -verfahren.

## Einlagensicherungsgesetz (EinSiG) von 2015
Gem. § 1 EinSiG sind die CRR-Kreditinstitute verpflichtet, ihre Einlagen durch Zugehörigkeit zu einem Einlagensicherungssystem zu sichern. Der Entschädigungsanspruch ist gem. § 6 Abs. 1 und 2 EinSiG der Höhe nach begrenzt auf den Gegenwert von 100 000 Euro (Deckungssumme), maximal 500 000 Euro.